# Benjamin Netanjahu
Benjamin Netanjahu (hebrejsky  בנימין נתניהו‎, Binjamin Netanjahu; * 21. října 1949 Tel Aviv), známý pod přezdívkou Bibi, je izraelský politik, od prosince 2022 předseda vlády Izraele. Tuto funkci zastával také v letech 1996–1999 a 2009–2021. Od roku 2005 vykonává funkci předsedy strany Likud. Je nejdéle sloužícím předsedou vlády v dějinách země, funkci vykonává přes 16 let. Mimo jiné se stal prvním předsedou vlády, který se narodil v Izraeli po vyhlášení jeho nezávislosti.
Narodil se sekulárním židovským rodičům a vyrůstal v Jeruzalémě a po určitou dobu ve Filadelfii. Do Izraele se vrátil v roce 1967, aby vstoupil do Izraelských obranných sil. Působil ve speciální jednotce Sajeret Matkal, zúčastnil se několika misí a dosáhl hodnosti kapitána. Po absolvování Massachusettského technologického institutu pracoval pro Boston Consulting Group. V roce 1978 se vrátil do Izraele, kde založil Institut Jonatana Netanjahua, který se zaměřuje na boj proti terorismu. V letech 1984–1988 působil jako velvyslanec Izraele při OSN. Do povědomí se dostal v roce 1993, kdy byl zvolen předsedou strany Likud a stal se vůdcem opozice. Ve volbách v roce 1996 porazil Šimona Perese a stal se prvním izraelským předsedou vlády zvoleným v přímých volbách a nejmladším v historii země. Ve volbách v roce 1999 byl poražen Ehudem Barakem a zcela odešel z politiky. Později se do politiky vrátil a za vlády Ariela Šarona působil jako ministr zahraničních věcí a ministr financí. V posledně jmenované funkci zahájil reformy izraelské ekonomiky, které vedly k výraznému hospodářskému růstu. Z vlády nakonec odstoupil kvůli neshodám ohledně plánu na stažení z Pásma Gazy.
Do čela Likudu se vrátil v prosinci 2005 poté, co Šaron odstoupil a založil novou stranu Kadima. V letech 2006–2009 byl vůdcem opozice. Po volbách v roce 2009 vytvořil koaliční vládu s dalšími pravicovými stranami a podruhé složil přísahu jako předseda vlády. Post premiéra obhájil také ve volbách v letech 2013 a 2015. Po třech po sobě jdoucích volbách v letech 2019 a 2020, kdy se nepodařilo sestavit vládu, nastalo období politické patové situace, která byla vyřešena uzavřením dohody o rotační vládě mezi Netanjahuem a Binjaminem Gancem. Koalice se rozpadla v prosinci 2020 a v březnu 2021 se konaly nové volby. V červnu 2021, poté co Naftali Bennett sestavil vládu s Ja'irem Lapidem, se Netanjahu stal potřetí vůdcem opozice. Po volbách v roce 2022 se opět vrátil do funkce předsedy vlády.
Již od 80. let 20. století je jeho blízkým přítelem Donald Trump. Během Trumpova prezidentství Spojené státy uznaly Jeruzalém za hlavní město Izraele, uznaly izraelskou svrchovanost nad Golanskými výšinami a zprostředkovaly Abrahámovské dohody, sérii normalizačních dohod mezi Izraelem a různými arabskými státy. Netanjahu čelil mezinárodní kritice za svou desetiletí trvající politiku, kdy jako předseda vlády rozšiřoval izraelské osady na okupovaném Západním břehu Jordánu a ve Východním Jeruzalémě, které jsou podle platného mezinárodního práva považovány za nelegální. V roce 2019 byl po tříletém vyšetřování obviněn z porušení důvěry, úplatkářství a podvodu, kvůli čemuž se vzdal všech svých ministerských funkcí kromě premiérského postu.
Od roku 2023 usilovala Netanjahuova vláda o reformu soudnictví, která se setkala s kritikou veřejnosti. V říjnu 2023 zaútočily na Izrael palestinské militantní skupiny, čímž vypukla válka v Pásmu Gazy. Vláda byla za neschopnost tento útok předvídat kritizována, přičemž vypukly protesty, které požadovaly odvolání Netanjahua. Některá média uvedla, že se jedná o největší selhání izraelských zpravodajských služeb za posledních 50 let. Vláda byla obviněna z genocidy, což vyvrcholilo v prosinci 2023, kdy Jihoafrická republika podala žalobu k Mezinárodnímu soudnímu dvoru. Dne 21. listopadu 2024 Mezinárodní trestní soud rozhodl o vydání zatykačů na Benjamina Netanjahua a v té době čerstvě odvolaného ministra obrany Jo'ava Galanta z válečných zločinů a zločinů proti lidskosti. Soud tím také odmítl podané námitky Izraele a jeho spojeneckých zemí.

## Mládí a vojenská kariéra

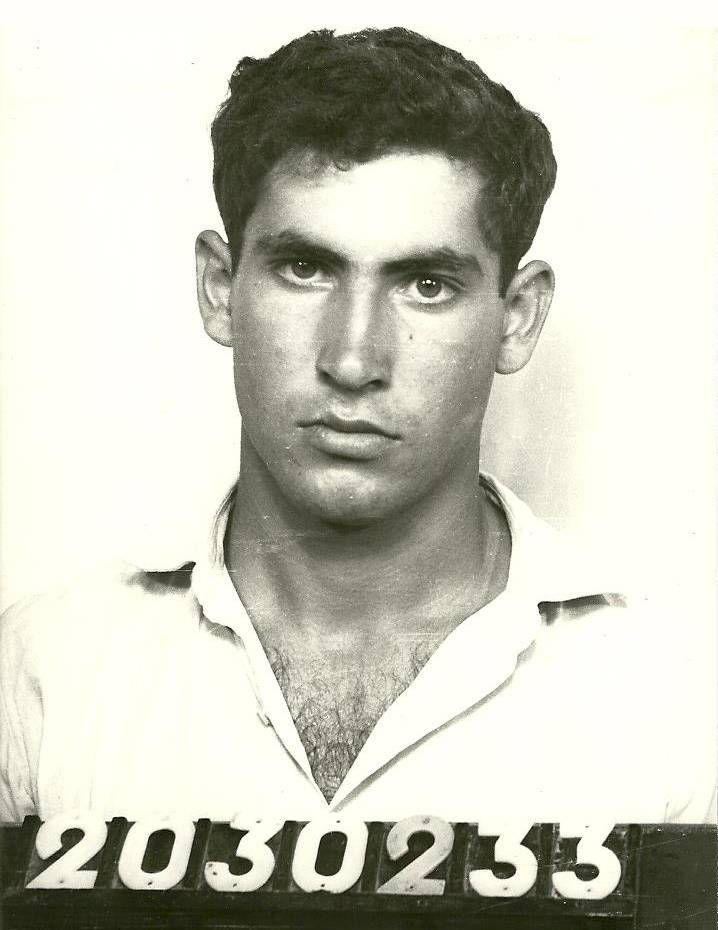
Netanjahuova fotografie z roku 1967

| Mám k této jednotce velký respekt. Jedná se o jednotku, která mění realitu našich životů, i když její činnost je tajná. Přestože je to malá jednotka, ovlivňuje všechny složky armády ... Služba v jednotce mi umožnila pochopit rizika, která stojí za schvalováním operací, jakožto i rizika, která na sebe berou bojovníci. Je to pro mě hmatatelné a ne teoretické. |
| Benjamin Netanjahu k Sajeret Matkal (Ma'ariv, 2007) |

Narodil se v roce 1949 v Tel Avivu do rodiny Bencijona (původně Mileikowskeho; 1910–2012) a Cely Netanjahuových (rozené Segalové; 1912–2000) jako prostřední ze tří bratrů. Jeho otec byl historik specializující se na historii Židů ve Španělsku. Jeho dědeček z otcovy strany, Natan Mileikowsky, byl rabín a sionistický spisovatel. Když Netanjahuův otec emigroval do Mandátní Palestiny, změnil si příjmení z Mileikowsky na Netanjahu, což znamená „Bůh dal“. Ačkoli je jeho rodina převážně aškenázská, test DNA odhalil, že má také sefardské předky. Jeho předkem je údajně Ga'on z Vilna.
Původně vyrůstal v Jeruzalémě, kde navštěvoval základní školu Henrietty Szoldové. V hodnocení ze 6. třídy je napsáno: „Netanjahu je zdvořilý, slušný, ochotný, přátelský a aktivní“.
Ve čtrnácti letech se s rodinou přestěhoval na filadelfské předměstí Cheltenham, kde studoval na střední škole. Jeho otec byl emeritní profesor židovských dějin na Cornellově univerzitě a prominentní člen revizionistického tábora. Ve volném čase navštěvoval debatní a šachový klub a hrál fotbal.
Po absolvování střední školy v roce 1967 se Netanjahu vrátil do Izraele, aby splnil svou povinnou vojenskou službu v Izraelských obranných silách (IOS). Byl přijat do elitní vojenské jednotky Sajeret Matkal a zúčastnil se řady nebezpečných operací během opotřebovací války, včetně bitvy o Karamé, jejímž cílem bylo zajmout vůdce Organizace pro osvobození Palestiny Jásira Arafata, či osvobození rukojmích z letadla společnosti Sabena na Ben-Gurionově letišti, při němž byl zraněn. V rámci jednotky se vypracoval na velitele týmu. Z armády odešel po šesti letech služby v hodnosti kapitána a odcestoval do USA. Po vypuknutí jomkipurské války se v říjnu 1973 opět vrátil do Izraele, aby se zúčastnil bojů u Suezského průplavu a na Golanských výšinách. Mimo jiné velel komandu, které se nacházelo hluboko na syrském území. Podrobnosti této operace zůstávají dodnes utajeny.

### Vzdělání
Koncem roku 1972 se vrátil do Spojených států, aby studoval architekturu na Massachusettském technologickém institutu (MIT). Po krátkém návratu do Izraele, kde bojoval v jomkipurské válce, se vrátil do Spojených států a pod jménem Ben Nitay získal v roce 1975 bakalářský titul z architektury a o rok později magisterský titul v obchodnictví. Současně studoval politologii na MIT a Harvardově univerzitě, než se kvůli smrti svého nejstaršího bratra Joniho v roce 1976 nerozhodl studium pozastavit. Jeho bratr sloužil jako velitel jednotky Sajeret Matkal a zahynul během protiteroristické operace v Entebbe, při níž jeho jednotka zachránila více než 100 převážně izraelských rukojmích unesených teroristy. 
Jeden z profesorů o Netanjahuovi řekl: „Vedl si skvěle. Byl velmi bystrý a organizovaný. Měl plány a věděl, jak jich dosáhnout“.
Během studií si změnil jméno na Benjamin „Ben“ Nitay (pseudonym Nitay převzal od svého otce, který jej používal ve svých článcích). V jednom z rozhovorů upřesnil, že se tak rozhodl proto, aby se jeho jméno Američanům lépe vyslovovalo. Tuto skutečnost využili někteří jeho političtí soupeři k tomu, aby ho nepřímo obvinili z nedostatku loajality vůči Státu Izrael.
Po dokončení postgraduálního studia pracoval v letech 1976 až 1982 v soukromém sektoru; nejprve v poradenské firmě v Bostonu a později ve společnosti Rim Furniture Industries v Izraeli.

## Diplomacie a začátek politické kariéry
V roce 1982 se stal zástupcem izraelského velvyslance ve Spojených státech Moše Arense, a na této pozici setrval dva roky. Byl rovněž členem první delegace rozhovorů o strategické spolupráci mezi Izraelem a USA. V letech 1984–1988 působil jako stálý zástupce Izraele při Organizaci spojených národů. Během svého působení v OSN byl znám jako zkušený a energický řečník a debatér, který věděl, jak komunikovat se západními médii. Jako obhájce Izraele na mezinárodní scéně pomohl porozumění bezpečnostním potřebám země mezi vlivnými Američany. Jako izraelský velvyslanec při OSN vedl v roce 1987 snahy při zpřístupnění archivů nacistických válečných zločinů.
Po návratu do Izraele v roce 1988 vstoupil do politiky a v říjnu téhož roku úspěšně kandidoval v parlamentních volbách za stranu Likud, s níž byla jeho rodina spjata po dvě generace. Kromě postu poslance byl jmenován náměstkem ministra zahraničí ve vládě Jicchaka Šamira. V této funkci setrval čtyři roky, během nichž došlo k intifádě, válce v Zálivu a Madridské mírové konferenci, která iniciovala přímé rozhovory mezi Izraelem a jeho sousedy. Díky Netanjahuovým dobrým komunikačním schopnostem, a zejména pak umu jednání s médii, došlo opět k lepšímu vnímání Izraele v zahraničí. V roce 1992 prohrál Likud pod Šamirovým vedením předčasné parlamentní volby, a ten proto odešel z politiky.

## Poprvé vůdcem opozice (1993–1996)
V roce 1993 přiznal krátce před stranickými primárkami v rozhovoru pro televizi Kanál 1 nemanželskou aféru, která měla být podle jeho slov „zneužita při volebním boji spolustraníkem z Likudu“. Stranické volby však Netanjahu vyhrál, když porazil Bennyho Begina (syna někdejšího premiéra Menachema Begina) a zkušeného politika Davida Levyho. O post předsedy strany se zpočátku ucházel i Ariel Šaron, ale svou kandidaturu stáhl, když zjistil, že má jen minimální podporu. Netanjahu byl vůdcem opozice v období, které předcházelo vraždě premiéra Jicchaka Rabina – době rostoucího společenského napětí kvůli mírovým dohodám z Osla a opětovnému nárůstu palestinského terorismu. Levice jej obvinila z vyhrocování již tak napjaté situace, neboť dohody z Osla označoval jako „předmostí ke zničení Izraele,“ a jako vůdce opozice vystupoval s bouřlivými projevy na protivládních demonstracích. Ostře také vystupoval proti izraelskému stažení z Pásma Gazy a Západního břehu Jordánu.

## Poprvé předsedou vlády (1996–1999)

### První funkční období
Parlamentní volby v roce 1996 byly neobvyklé tím, že si Izraelci vůbec poprvé mohli zvolit svého premiéra přímo. Netanjahu se v předvolební kampani zaměřil na rostoucí vlnu teroru, která decimovala Izrael, charedim (nabídl zproštění povinné vojenské služby pro ortodoxní muže, zvýšení sociální podpory, garanci na svěcení šabatu) a na námitky pravice vůči jakýmkoliv dalším územním ústupkům. Zároveň však prohlásil, že dodrží mezinárodní závazky, včetně Oselských dohod, ale jedním dechem dodal, že mírový proces zpomalí a bude striktně vyžadovat reciprocitu. Jedním z předvolebních hesel bylo: „pro Židy je dobrý Netanjahu“. Náboženské strany vítaly důrazný nacionalismus Likudu, který byl odezvou předstátního revizionistického sionismu. Rabíni ze strany Šas dokonce před volbami rozdávali věřícím amulety, které tvrdily, že volba Netanjahua je požehnáním. Pro Netanjahua byla příznivá i skutečnost, že izraelští Arabové, kteří by jinak volili jeho protivníka Šimona Perese, se zalekli nedávné Peresovy operace Hrozny hněvu, a namísto hlasu pro něj vhazovali do volebních uren prázdné volební lístky (těch nakonec bylo na 180 000). Podle nového volebního systému by se stal premiérem ten, kdo by získal v přímé volbě více než 50 % hlasů. V souvislosti s tím se Netanjahu obával, že by Peresovy šance zvítězit v prvním kole byly větší, kdyby proti němu kandidovalo více pravicových kandidátů. Z pravice kandidovali kromě Netanjahua také Rafa'el Ejtan ze strany Comet a David Levy ze strany Gešer. Oba však Netanjahu přesvědčil, aby své kandidatury stáhli výměnou za významné vládní posty a nakonec se mu ještě před volbami podařilo vytvořit společnou kandidátku těchto tří stran (Likud-Gešer-Comet).
Ve volbách, které se konaly 29. května 1996, sice mírně zvítězila Strana práce, avšak v přímých volbách vyhrál o 30 tisíc hlasů Benjamin Netanjahu, který se tak stal nejmladším izraelským premiérem a prvním izraelským premiérem zvoleným v přímých volbách. Vytvořil koaliční vládu sestávající z Likudu, Gešeru, Cometu, Národní náboženské strany, Sjednoceného judaismu Tóry, Jisra'el ba-aliji, Šasu a Třetí cesty.

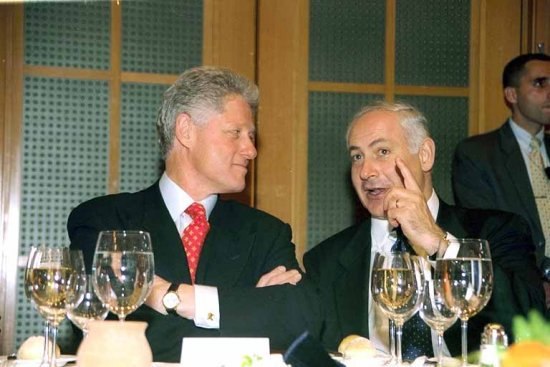
Netanjahu a americký prezident Bill Clinton 13. prosince 1998

Bezprostředně po sestavení vlády chtěl dokázat, že bude pokračovat v mírovém procesu. Ve skutečnosti však Arafatovým slibům nevěřil. Z funkce premiéra se naopak snažil kompromisy s palestinskými Araby oddalovat a v rozporu s Oselskými dohodami akcentoval jordánsko-palestinskou konfederaci namísto nového samostatného státního útvaru. Jedna z prvních věcí z nastávající agendy vyplývající z Oselských dohod mělo být předání Hebronu. Dne 4. září 1996 se uskutečnilo jeho první setkání s Arafatem, které však nepřineslo žádné výsledky. Netanjahu naopak oznámil výstavbu nových židovských osad, v důsledku čehož měl Izrael značně špatné vztahy se Spojenými státy. Jeho politika se opírala o tzv. „tři ne“: NE stažení z Golanských výšin, NE diskusím o statusu Jeruzaléma a NE vyjednávání pod ultimáty.
Mezi jeho agendu ve funkci premiéra nepatřil pouze izraelsko-palestinský mírový proces, ale mimo jiné také uzdravení izraelské ekonomiky. Za jeho vlády došlo k zavedení opatření sloužících zamezení růstu inflace a dalších kroků majících za cíl snížení státního rozpočtového deficitu. Nová ekonomická politika byla zaměřena na restrukturalizaci ekonomiky a privatizaci státních společností a služeb.

### Kontroverze a mírový proces

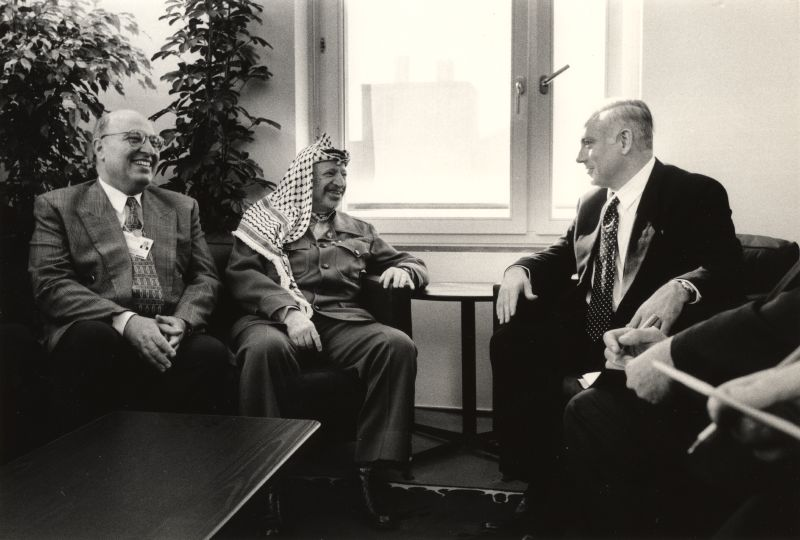
Netanjahu s Jásirem Arafatem a Nabilem Šáthem na Světovém ekonomickém fóru v Davosu, 1997

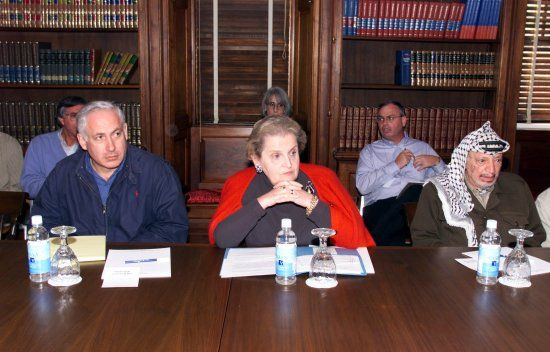
Benjamin Netanjahu, Madeleine Albrightová a Jásir Arafat při dohodách o Memorandu od Wye River

Během jeho vlády došlo k několika kontroverzním událostem. Již v srpnu 1996 nechal Netanjahu otevřít tzv. Hasmonejský tunel, který přiléhá k Chrámové hoře, a jehož východ leží v zalidněné muslimské čtvrti. Tento krok vyvolal vlnu hněvu a násilí, při kterém přišlo o život na patnáct vojáků a padesát šest izraelských civilistů. Vůči otevření tunelu se však vytvořila opozice i na domácí politické scéně, kdy proti němu důsledně vystoupil Šimon Peres. Následně se pokusil mírový proces oživit americký prezident Bill Clinton, který svolal na 1. října do Washingtonu mírovou konferenci. Žádný výsledek však nepřinesla. Americký tlak na pokračování mírového procesu však byl enormní. Mimo to Netanjahu nemohl jednoduše odvrhnout veškeré dosavadní mírové snahy. V důsledku toho byl 17. ledna 1997 uzavřen Hebronský protokol, který převáděl 80 % území města Hebron na Západním břehu Jordánu pod Palestinskou samosprávu. Zbylých 20 % zůstalo vymezeno pro zdejší židovské osadníky.
Velkým skandálem se na izraelské politické scéně stala aféra Bar-On, přezdívaná „Bibi-gate“, při níž mělo dojít k politickému obchodu, který umožnil podporu vlády stranou Šas. Policie doporučila obvinit i samotného Netanjahua, ale generální prokurátor Eljakim Rubinstein toto doporučení odmítl. Velkým neúspěchem skončila tajná operace Mosadu, jejímž cílem bylo pomocí pomalu působícího jedu zabít předního představitele Hamásu, Chálida Mašála, který se toho času nacházel v jordánském hlavním městě Ammán. Izraelští agenti však byli chyceni jordánskou policií a Izrael musel k velké mezinárodní ostudě dodat protilátku a propustit vůdce Hamásu Ahmeda Jásina a desítky dalších teroristů. Tento incident měl za následek krizi izraelsko-jordánských vztahů. Mezi kontroverzní kroky Netanjahuovy vlády dále patří výstavba projektu Har Choma v jižním Jeruzalémě. Úmysl postavit byty pro více než 30 tisíc Židů vyvolal protesty nejenom mezi palestinskými Araby, ale i mezi izraelskou levicí a na mezinárodní scéně se proti tomuto úmyslu postavilo 130 zemí (s výjimkou Spojených států a několika tichomořských ostrovů). V den výročí nástupu do funkce premiéra řekl Netanjahu v interview pro The Times:
| „                               | Pan Arafat musí říct svým lidem otevřeně a jasně, že mír nebude uzavřen na liniích z roku 1967. Izrael se nedá zredukovat na křehké státní ghetto na pobřeží Středozemního moře. | “ |
| — Benjamin Netanjahu, The Times | |   |

Po teroristickém útoku v březnu 1997 v Tel Avivu došlo k výraznému ochlazení izraelsko-palestinských vztahů. Netanjahu občas vystoupil s „novým mírovým plánem“, což byl většinou pouze již existující modernizovaný plán. Jeden z takových („Alon-Plan-Plus“) navrhl v červnu 1997. Vycházel z Alonova plánu z konce 60. let, podle něhož si měl Izrael ponechat jako strategicky důležitá území Golanské výšiny a Jordánské údolí. Dále si podle Netanjahua měl Izrael ponechat 50–60 % Západního břehu. Jelikož však reálně žádný mírový plán neexistoval, došlo k opětovnému nárůstu palestinského teroru. Spojené státy v té době naléhaly na Izrael, aby pokračoval v mírovém procesu a požadovaly implementaci části dohod Oslo II. Nakonec navrhly kompromis, podle kterého mělo být Palestinské samosprávě předáno 13 % rozlohy Západního břehu Jordánu. Po roce a půl diplomatické nečinnosti bylo nakonec v říjnu 1998 na nátlak prezidenta Clintona podepsáno Memorandum od Wye River. Kromě územních změn také došlo k odchodu izraelských sil z některých lokalit, otevření letiště a přístavu v Gaze a vytvoření bezpečného průchodu mezi Pásmem Gazy a Západním břehem. Netanjahu za podepsání Memoranda po Spojených státech požadoval nové potvrzení Palestinské národní rady, že byly z Charty Organizace pro osvobození Palestiny vypuštěny zmínky o zničení Izraele, a vyvíjel i nátlak na propuštění izraelského špiona Jonathana Pollarda vězněného v USA. Kvůli ústupkům, které v rámci dohody učinil si však proti sobě postavil pravici, a v Likudu se vůči němu vymezil silný tábor odpůrců územních ústupků. K prosazení Memoranda do Wye River se tak při hlasování v Knesetu musel spolehnout na opoziční Stranu práce.
Nespokojenost ve straně, její štěpení, problémy se schválením státního rozpočtu a nakonec i vyslovení nedůvěry vládě pravicí v Knesetu vedla Netanjahua k vyhlášení předčasných voleb. Ty se konaly 17. května 1999 a premiér se v nich opět volil přímo. Proti Netanjahuovi kandidoval Ehud Barak ze Strany práce. Tyto parlamentní volby byly jednou z nejdrtivějších porážek Likudu, kdy získal pouze 14 % hlasů a o pouhé procento za ním se umístila strana Šas. Souboj Baraka a Netanjahua byl vyrovnanější, ale Barak nakonec Netanjahua těsně porazil poměrem 56:44 % (rozdílem 388 546 hlasů). Po volební porážce Netanjahu opustil křeslo předsedy Likudu a dočasně odešel z politiky.

## Období mimo politiku
Po odchodu z politické scény v roce 1999 působil jako obchodní poradce hi-tech společností a přednášel po celém světě. V srpnu téhož roku přinesl deník Jedi'ot achronot skandální odhalení, že Netanjahu financoval úpravy svého soukromého jeruzalémského bytu z finančních prostředků úřadu premiéra. V březnu 2000 policie navrhla Netanjahua obvinit z podvodu, korupce, zpronevěry a maření úředního jednání. Žádné obvinění však nakonec vzneseno nebylo.

## Politická aktivita po roce 2000

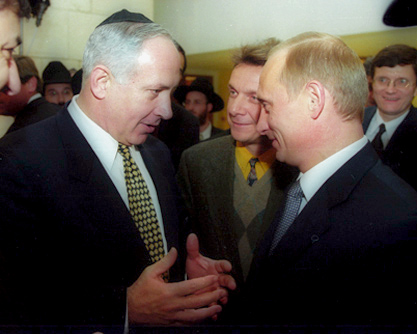
Netanjahu a Vladimir Putin, 2001

V roce 2001 Netanjahu nevyužil příležitost vrátit se na politický vrchol, když se odmítl zúčastnit předčasných premiérských voleb. Likud v nich reprezentoval Ariel Šaron, který výrazně porazil dosluhujícího premiéra Ehuda Baraka. Jako nový premiér následně, vzhledem k probíhající druhé intifádě, vytvořil vládu národní jednoty, která se s 27 ministry stala do té doby historicky největší izraelskou vládou. Tu v říjnu 2002 kvůli neshodám na státním rozpočtu opustila Strana práce. Šaronova vláda se tak stala rázem menšinovou a on musel vyhlásit předčasné volby. Odchodem ministrů za Stranu práce se zároveň mimo jiné uvolnil post ministra zahraničí, který získal Netanjahu. Později se utkal se Šaronem ve stranických volbách o post předsedy strany, ale neuspěl.

### Ministr financí (2003–2005)
Koncem ledna 2003 proběhly předčasné parlamentní volby, tentokráte však již bez přímé volby premiéra, která byla po deseti letech zrušena. Likud v nich přesvědčivě zvítězil, zatímco Strana práce zaznamenala dosud nejhorší volební výsledek. Šaron sestavil pravicovou koalici sestávající z Likudu a stran Šinuj, Národní jednota a Národní náboženská strana. Jedním z ministrů této vlády, kterou Marek Čejka označuje jako jednu z nejvíce nacionálně orientovaných izraelských vlád, se stal i Benjamin Netanjahu, jenž obsadil post ministra financí.
Z této pozice zavedl ekonomickou politiku, která podpořila růst tím, že zredukovala veřejný sektor a posílil soukromý sektor. Její součástí bylo snížení vládních výdajů a daní, povzbuzení k práci namísto pobírání sociálních dávek, rozbití monopolů, pokračování privatizace a zavedení penzijní reformy. Tyto kroky, které chválila jak americká administrativa, tak Mezinárodní měnový fond a soukromý sektor, vedly k zastavení ekonomického poklesu, snížily nezaměstnanost a povzbudily ekonomický růst. Izraelská ekonomika, která měla začátkem roku 2001 růst kolem 1 %, se tak dostala v roce 2004 až na 4,2% růst.
V roce 2004 Netanjahu pohrozil rezignací, jestliže plán na stažení z Pásma Gazy nebude předložen k veřejnému hlasování. Svůj rezignační dopis předložil krátce před hlasováním izraelské vlády o stažení, které se konalo 7. srpna 2005. Vláda schválila stažení poměrem 17:5 a Netanjahuova rezignace vstoupila v platnost 9. srpna 2005.

## Podruhé vůdcem opozice (2006–2009)
Po Arielově Šaronově odchodu z Likudu byl Netanjahu jedním z několika kandidátů, kteří se ucházeli o post předsedy Likudu. Naposledy se o tuto funkci ucházel v září 2005, kdy se pokusil uspořádat předčasné primárky. Pokus o uspořádání předčasných primárek proběhl v období, kdy strana vedla vládu a její předseda byl premiér (případné Netanjahuovo vítězství by mělo za následek vytlačení Šarona z úřadu premiéra). Strana tyto primárky odmítla. Předsedou strany se Netanjahu stal 20. prosince 2005, kdy získal 47 % hlasů a porazil tak Silvana Šaloma s 32 % hlasů a Moše Feiglina s 15 % hlasů. Ve volbách v březnu 2006 se Likud umístil na třetím místě za Kadimou a Stranou práce a Netanjahu se stal vůdcem opozice. Dne 14. srpna 2007 byl v nových stranických volbách zvolen předsedou strany a kandidátem na post premiéra, když získal 73 % hlasů a porazil Moše Feiglina a předsedu Světového Likudu Dannyho Danona. Stejně jako další členové opozice byl proti příměří mezi Izraelem a Hamásem. Příměří okomentoval následovně: „To není zmírnění, je to izraelský souhlas se znovuvyzbrojením Hamásu... Co za to dostaneme?“
Jakožto předseda strany byl Netanjahu automatickým kandidátem na post premiéra v nadcházejících parlamentních volbách. Ty se uskutečnily počátkem roku 2009 poté, co rezignoval premiér Ehud Olmert a jeho nástupkyně v čele nejsilnější vládní strany, Cipi Livniová, nebyla schopna vytvořit koaliční vládu. Ačkoli ve volbách získaly pravicové strany většinu 65 mandátů, Netanjahu zahrnul do své vlády především centristické strany. Pro sestavení vlády hlasovalo 69 poslanců, čímž skončilo Netanjahuovo tříleté období v opozici.

## Podruhé předsedou vlády (2009–2021)

### Druhé funkční období
Ve volbách v roce 2009, i přes značný předvolební náskok, skončil Likud na druhém místě za Kadimou s rozdílem jednoho mandátu. Prezident Peres nakonec po poradních setkání s předsedy parlamentních stran Netanjahua pověřil sestavením vlády. Poprvé v dějinách Izraele tak sestavením vlády nebyl pověřen předseda vítězné politické strany. Přes dílčí komplikaci nakonec Netanjahu sestavil koaliční vládu sestávající ze stran Jisra'el bejtejnu, Šas, Strana práce, Židovský domov a Sjednocený judaismus Tóry, opírající se o podporu 74 poslanců.

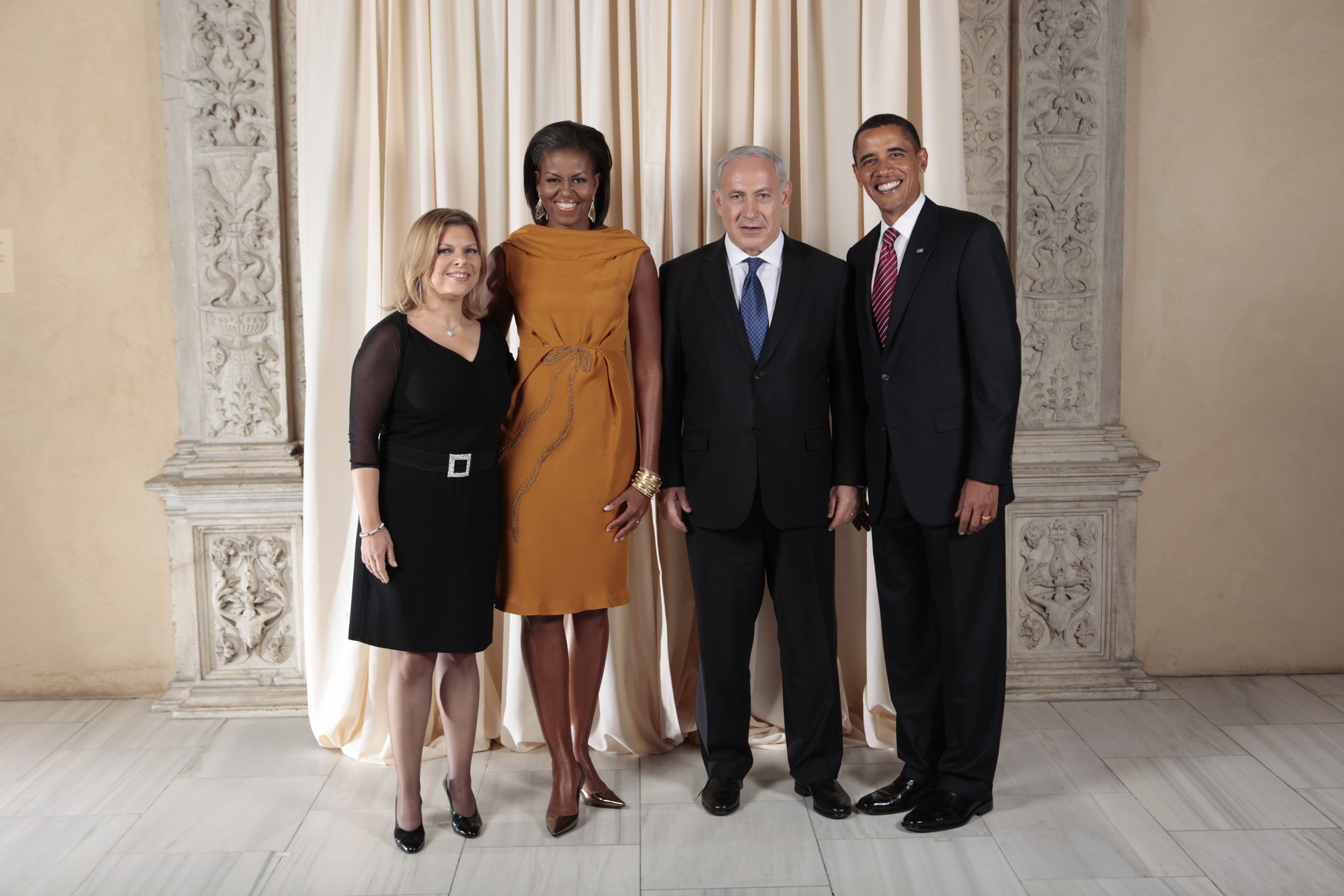
Netanjahuovi během setkání s Barackem Obamou a jeho manželkou v New Yorku, září 2009

V polovině června 2009 Netanjahu přednesl projev na Bar-Ilanově univerzitě, kde se vyjádřil k blízkovýchodnímu mírovému procesu. Vůbec poprvé podpořil myšlenku palestinského státu, existujícího po boku Izraele. V návrhu, který předložil, požadoval úplnou demilitarizaci zamýšleného státu. Palestinští Arabové podle něj musí uznat Izrael jakožto židovský stát a Jeruzalém coby jeho nedělitelné hlavní město. Odmítl právo návratu pro palestinské uprchlíky a uvedl, že zastavení výstavby izraelských osad na Západním břeh Jordánu není možné a jeho omezení bude dáno přirozeným růstem izraelské populace. V létě téhož roku nařídil odstranit část zátarasů ze silnic na Západním břehu za účelem usnadnění ekonomického rozvoje.
Koncem listopadu 2009 oznámil dočasné zastavení výstavby osad po dobu příštích deseti měsíců. Podle deníku Haarec to však nemělo žádný zásadní dopad. Netanjahu v září následujícího roku souhlasil s přímým jednáním s palestinskou samosprávou, za zprostředkování administrativy Baracka Obamy, s cílem bylo vypracovat rámec konečného vyřešení izraelsko-palestinského konfliktu. Koncem měsíce však vypršelo moratorium na výstavbu osad a poté, co izraelské vláda schválila výstavbu na Západním břehu a ve východním Jeruzalémě, a nepodařilo se na tomto tématu nalézt shodu, opustila Palestinská samospráva jednání.
Součástí jeho agendy byl též íránský jaderný program, proti kterému se vždy stavěl. Krátce po svém zvolení v únoru 2009 jej označil za největší existenční hrozbu, které Izrael kdy čelil. Ve svém projevu před Valným shromážděním OSN z září 2012 požadoval stanovení jasné hranice, kterou již Írán nebude moci překročit, aniž by se vystavil riziku vojenského úderu. V únoru 2015 unikla zhodnocení íránského nukleárního programu izraelskou tajnou službou z tohoto období, o nichž Netanjahu věděl a které ukazují, že ohledně hrozby íránských nukleárních zbraní Netanjahu vědomě lhal.
Během jeho druhého funkčního období došlo v květnu 2010 k výraznému zhoršení izraelsko-tureckých vztahů v důsledku incidentu na jedné z lodí tzv. „humanitární flotily“, která vyplula z Turecka a pokusila se o prolomení námořní blokády Pásma Gazy. Při zadržení tohoto konvoje a obsazení lodí speciálními jednotkami izraelského námořnictva byli izraelští vojáci napadeni a při následné potyčce zahynulo 9 Turků.

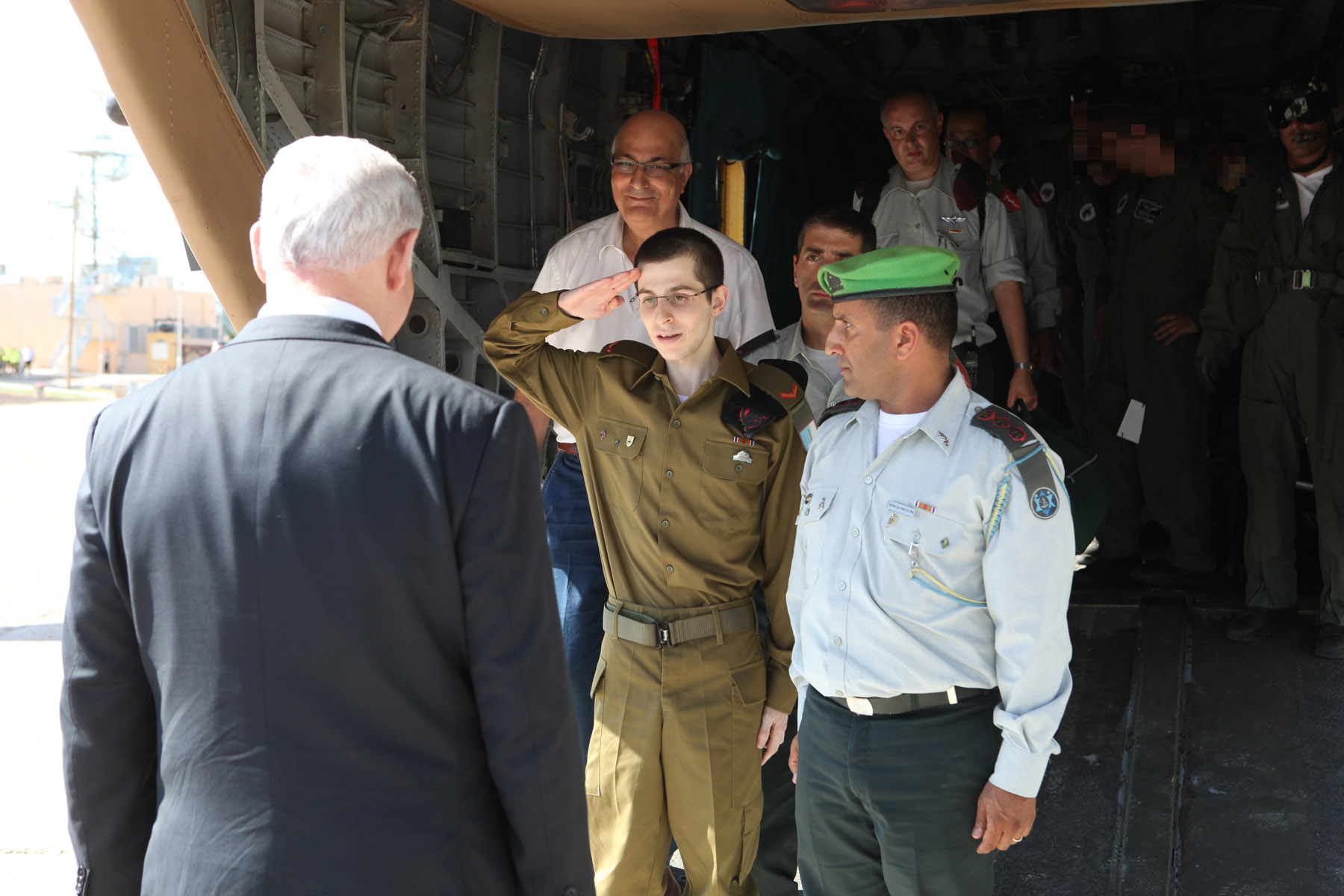
Netanjahu během setkání s propuštěným vojákem Giladem Šalitem, říjen 2011

Počátkem roku 2011 došlo v důsledku vnitrostranických sporů k rozštěpení Strany práce, jenž v lednu opustil její předseda Ehud Barak spolu s několika poslanci, kteří založili novou centristickou stranu Acma'ut. Zatímco Strana práce a její zbylí ministři v důsledku toho koaliční vládu opustili, členové Barakovy strany ve vládě zůstali. V říjnu téhož roku se vládě podařilo dojednat propuštění izraelského vojáka Gilada Šalita, který byl více než pět let vězněn hnutím Hamás.
V dubnu 2012 se Izrael kvůli vládní krizi přiblížil předčasným parlamentním volbám, na nichž se shodly všechny hlavní politické strany. Jen pár hodin předtím, než měl parlament 8. května hlasovat o svém rozpuštění, však Netanjahu oznámil vstup opoziční Kadimy do koaliční vlády. Jejím hlavním úkolem mělo být vypracování nového řešení povinné vojenské služby pro ultraortodoxní Židy jako alternativa k překonanému kompromisnímu Talovu zákonu. Kadima ale nakonec vládu opustila již v červenci a počátkem října byly kvůli neshodám nad podobou státního rozpočtu vyhlášeny předčasné volby, které byly naplánovány na konec ledna 2013. V říjnu 2012 Netanjahu oznámil, že jeho strana bude v nadcházejících volbách kandidovat spolu s Jisra'el bejtejnu ve volební alianci Likud Jisra'el bejtejnu.

### Třetí funkční období

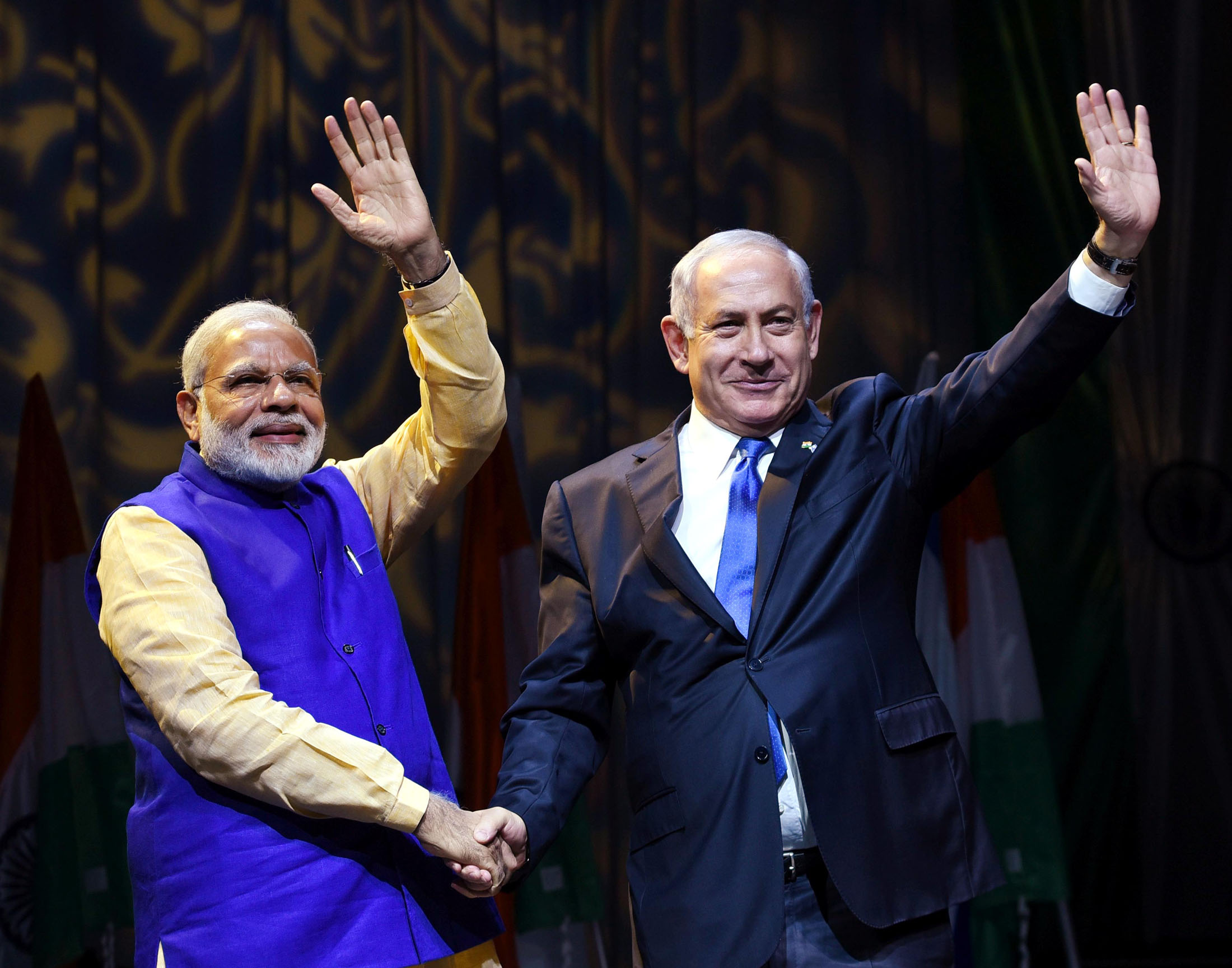
Netanjahu a indický premiér Naréndra Módí v Tel Avivu 5. července 2017

V předčasných volbách v lednu 2013 jím vedená aliance Likud Jisra'el bejtejnu získala 31 poslaneckých mandátů a stala se vítězem voleb. Oproti původním předpokladům však obdržela výrazně méně hlasů než se očekávalo. Po šesti týdnech vyjednávání se mu podařilo sestavit svou v pořadí již třetí vládu, sestávající ze stran Likud, Jisra'el bejtejnu, Ješ atid, Židovský domov a ha-Tnu'a, která získala 18. března důvěru v Knesetu.
V průběhu Netanjahuova druhého funkčního období opakovaně docházelo k nárůstu raketových a minometných útoků na Izrael ze strany palestinských radikálních organizací. V reakci na to podnikla izraelská armáda dvě vojenské operace, a to operaci Pilíř obrany v listopadu 2012, a operaci Ochranné ostří v červenci až srpnu 2014. V rámci vlády docházelo k sporům o prosazovanou politiku (například o Netanjahuem podporovaný zákon o židovském charakteru státu). Ty vyvrcholily v prosinci 2014, kdy z funkce odvolal ministra financí Ja'ira Lapida a ministryni spravedlnosti Cipi Livniovou, a prosadil rozpuštění parlamentu a vypsání předčasných voleb na březen 2015.

### Čtvrté funkční období
Ve volbách v roce 2015 získal Likud, navzdory nepříznivým předvolebním průzkumům, 30 poslaneckých mandátů a stal se tak nejsilnějším uskupením v Knesetu. Jelikož se Netanjahuovi nepodařilo sestavit vládu během prvních čtyř týdnů od voleb, prezident Re'uven Rivlin mu prodloužil lhůtu do 6. května. Vládu se mu podařilo sestavit dvě hodiny před koncem lhůty. Vládu tvořil Likud, Židovský domov, Sjednocený judaismus Tóry, Kulanu a Šas.
V srpnu vláda schválila dvouletý rozpočet, který počítal s reformami zemědělství, snížením dovozních cel, deregulací procesu schvalování staveb a reformami ve finančním sektoru. Vláda byla nakonec nucena odstranit některé klíčové zemědělské reformy.
Dne 20. října 2015 na 37. sionistickém kongresu Netanjahu svalil vinu za holokaust na palestinského jeruzalémského muftího (sunitského duchovního vůdce) Hadždže al-Husajního, který se v listopadu 1941 setkal s Adolfem Hitlerem.
[Tento a] další útoky na židovskou komunitu v letech 1920, 1921, 1929… byly vyprovokovány na pokyn jeruzalémského muftího Hadždže al-Husajního, který později hledán za válečné zločiny během Norimberských procesů, protože on hrál ústřední roli v podněcování konečného řešení. Hitler svého času nechtěl Židy vyhladit – chtěl Židy vyhnat. A Hadždž al-Husejní letěl do Berlína, šel k Hitlerovi a řekl: „Pokud je vyženeš, tak všichni přijdou sem (do Palestiny).“ A on (Hitler) se zeptal: „Tak co s nimi mám udělat?“ Na to (al-Husajní) řekl: „Spal je!“
Benjamin Netanjahu

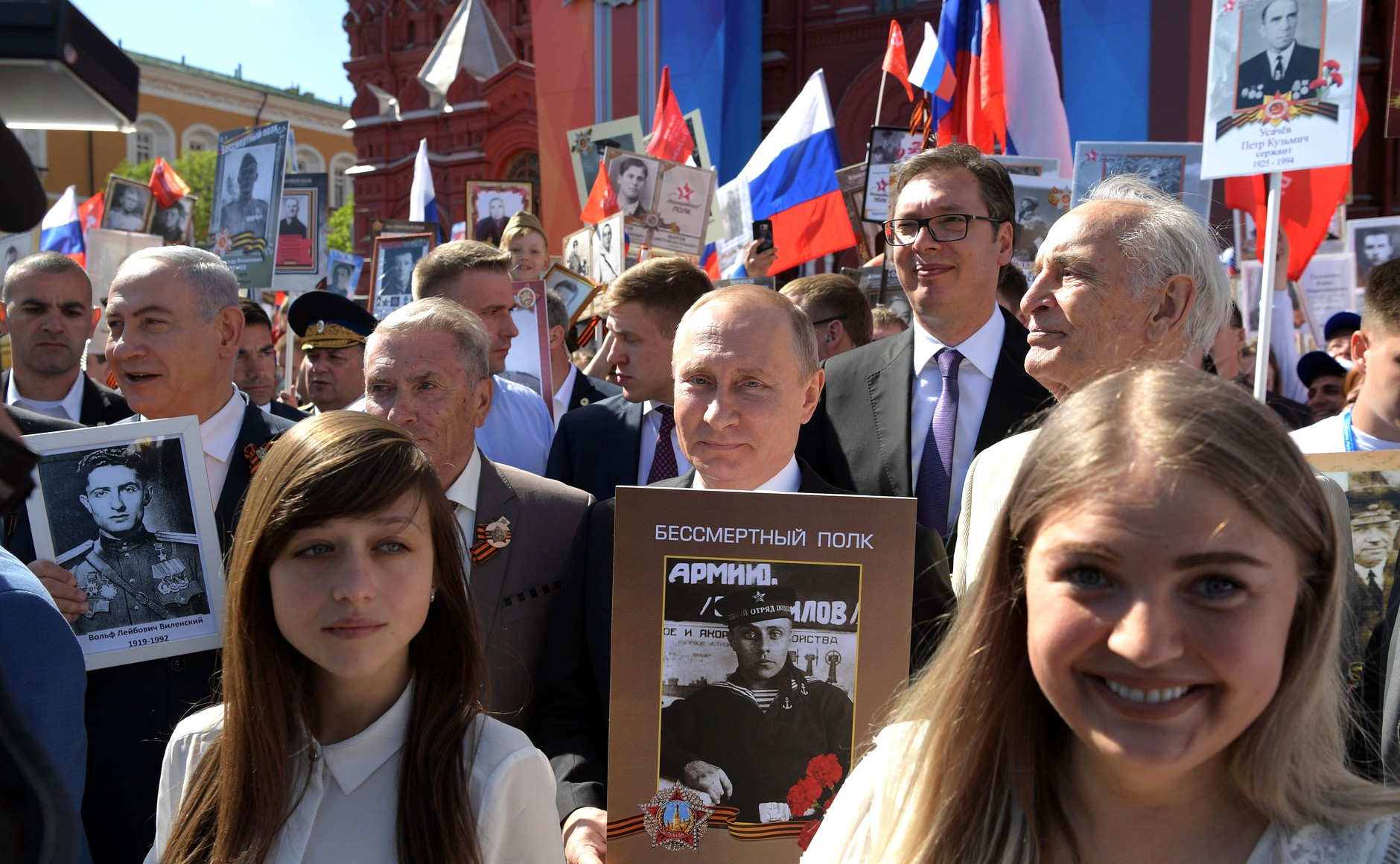
Netanjahu při oslavách Dne vítězství nad nacistickým Německem v Moskvě 9. května 2018

Za tento výrok si vysloužil kritiku historiků i politických představitelů z Izraele a Palestiny. Profesor Meir Litvak z Telavivské univerzity jeho řeč prohlásil za lež, ostudu a hanbu. Podle Dana Michmana, vedoucí Institutu výzkumu holocaustu na Univerzitě Bar-Ilan a Yad Vashem, schůzka muftího s Hitlerem proběhla až po započetí Konečného řešení. Hlavní historik Yad Vashem, profesorka Dina Porat, prohlásila Netanyahuovy výroky za fakticky nesprávné. Muftí se s Hitlerem setkal až po klíčových událostech spouštějících masové vraždění židů. Opoziční vůdce Isaac Herzog obvinil Netanyahua ze "zkreslování historie". Podle profesorky Meiry Litvak z Telavivské univerzity idea vedoucí k holocaustu vznikla už v roce 1939.
Bývalý hlavní palestinský vyjednavač izraelsko-palestinských mírových rozhovorů Sáib Irikát obvinil Netanjahua, že "kvůli svojí nenávisti k Palestincům očistí Hitlera od viny na masakru 6 milionů židů".
Německá kancléřka Angela Merkelová zdůraznila německý podíl viny na holocaustu a varovala před odlišnými pohledy na historii.
28. srpna 2017 Netanjahu ujistil, že již nikdy nedojde k vystěhování sídel v zemi Izrael: „Toto je dědictví našich otců, toto je naše země. Vrátili jsme se, abychom tu již zůstali.“. Podobná prohlášení však již učinil i dříve.
V únoru 2018 Netanjahu kritizoval výroky polského premiéra Mateusze Morawieckého, který prohlásil, že se židovští pachatelé podíleli na genocidě Židů během holokaustu. K dalšímu incidentu došlo v únoru 2019, když Netanjahu obvinil Poláky, že pomáhali německým nacistům vraždit Židy (nešlo však o polský národ jako celek, ale o jednotlivce spolupracující s okupujícími silami).
V srpnu 2018 Netanjahu schválil, aby bylo radikální hnutí Hamás v Gaze podporováno platbami z Kataru ve výši 30 milionů dolarů (téměř 680 milionů Kč) měsíčně. Cílem bylo vytvořit protiváhu vůči umírněné Palestinské samosprávě na Západním břehu a zkomplikovat tak vznik nezávislého palestinského státu.
Na setkání členů své strany Likud v Knesetu v březnu 2019 otevřeně prohlásil, že je potřeba posilovat Hamás, aby se zabránilo vzniku palestinského státu.
Každý, kdo chce zmařit vznik palestinského státu, musí podporovat posilování Hamásu a převádění peněz Hamásu … je to součást naší strategie – izolovat Palestince v Gaze od Palestinců na Západním břehu Jordánu.
Benjamin Netanjahu v březnu 2019.

### Páté funkční období
Dne 20. dubna 2020, měsíc po volbách, Netanjahu dosáhl dohody s Binjaminem Gancem o vytvoření vlády národní jednoty. Vláda složila přísahu 17. května. V důsledku pandemie covidu-19 a Netanjahuova trestního stíhání vypukly proti Netanjahuovi protesty, které skončily poté, co Kneset schválil nová proticovidová opatření. K březnu 2021 měl Izrael největší proočkovanost na světě.
V květnu 2020 veřejně oznámil plán na anexi třetiny Západního břehu Jordánu. Plán oznámil poté, co Trump představil své řešení konfliktu Izraele s Palestinci. Anexe měla vstoupit v účinnost od července 2020. Proti anexi v tomto termínu byl ale Binjamin Ganc, který uváděl, že se vláda má soustředit na pandemii covidu-19. K anexi v plánovaném termínu nakonec nedošlo. Mezitím totiž Spojené arabské emiráty podmínily diplomaticky domlouvanou normalizaci vztahů s Izraelem (tzv. Abrahámovské dohody) právě zrušením tohoto plánu.
Mezi 6. a 21. květnem 2021 došlo ke střetům mezi Izraelem a Hamásem, které si vyžádaly smrt 256 Palestinců a 13 Izraelců. Vůdce aliance Jamina Naftali Bennett po ukončení konfliktu oznámil, že se dohodl s vůdcem opozice Ja'irem Lapidem na vytvoření rotační vlády, která by sesadila dosavadní vládu. Dne 13. června Bennett a Lapid vytvořili koaliční vládu, čímž skončilo Netanjahuovo dvanáctileté působení ve funkci premiéra.

## Potřetí vůdcem opozice (2021–2022)
Po skončení svého druhého premiérského mandátu se Netanjahu potřetí stal vůdcem opozice. Ve volbách získal Likud 30 mandátů a stal se tak největší stranou v Knesetu. Opozice vedl až do voleb v roce 2022, po kterých se mu podařilo sestavit vládu.

## Potřetí předsedou vlády (2022–současnost)

### Šesté funkční období
Po volbách v roce 2022 Netanjahu vytvořil vládu s dalšími pravicovými a krajně pravicovými stranami. Své šesté funkční období oficiálně zahájil 29. prosince 2022.

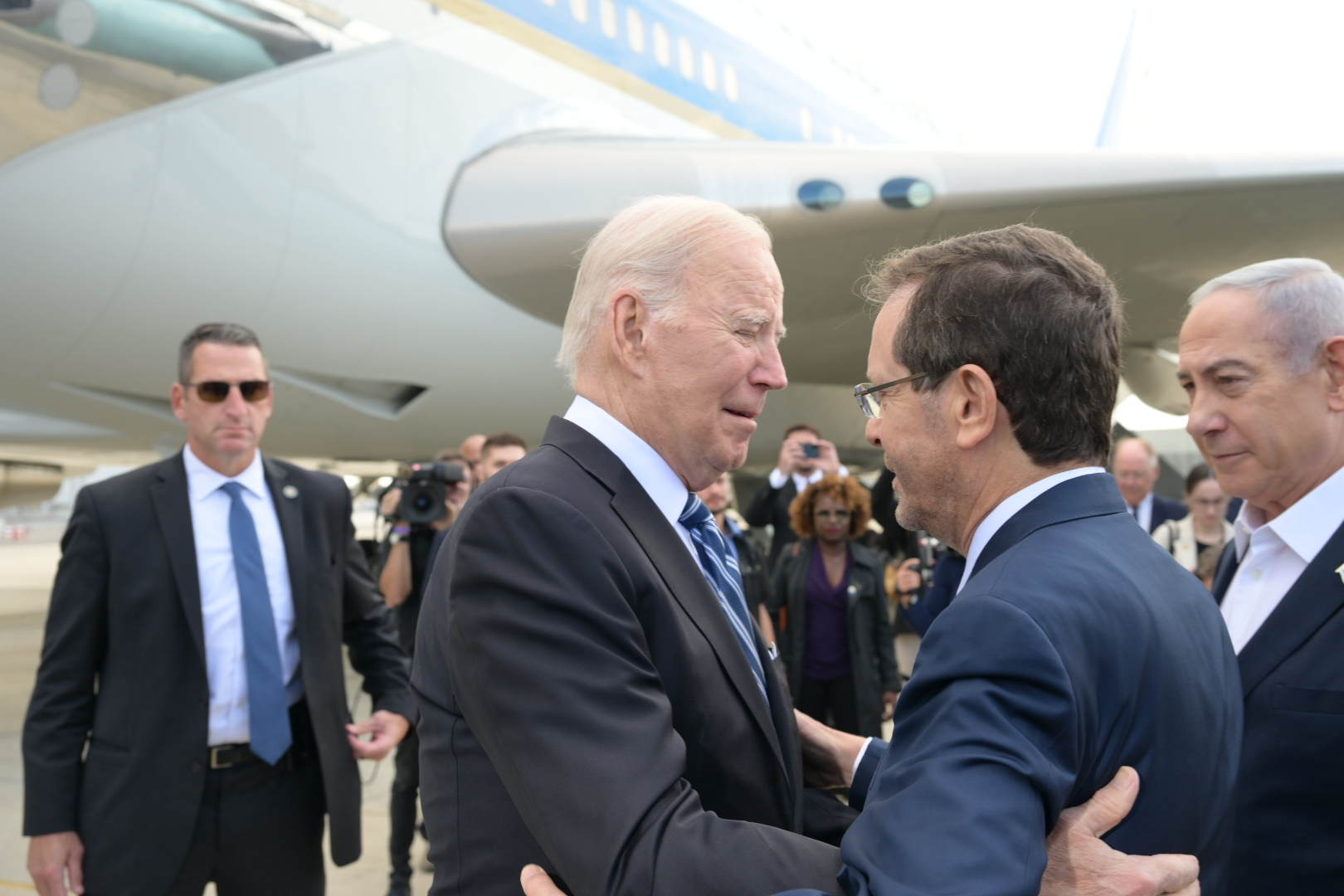
Netanjahu, americký prezident Joe Biden a izraelský prezident Jicchak Herzog v Izraeli 18. října 2023

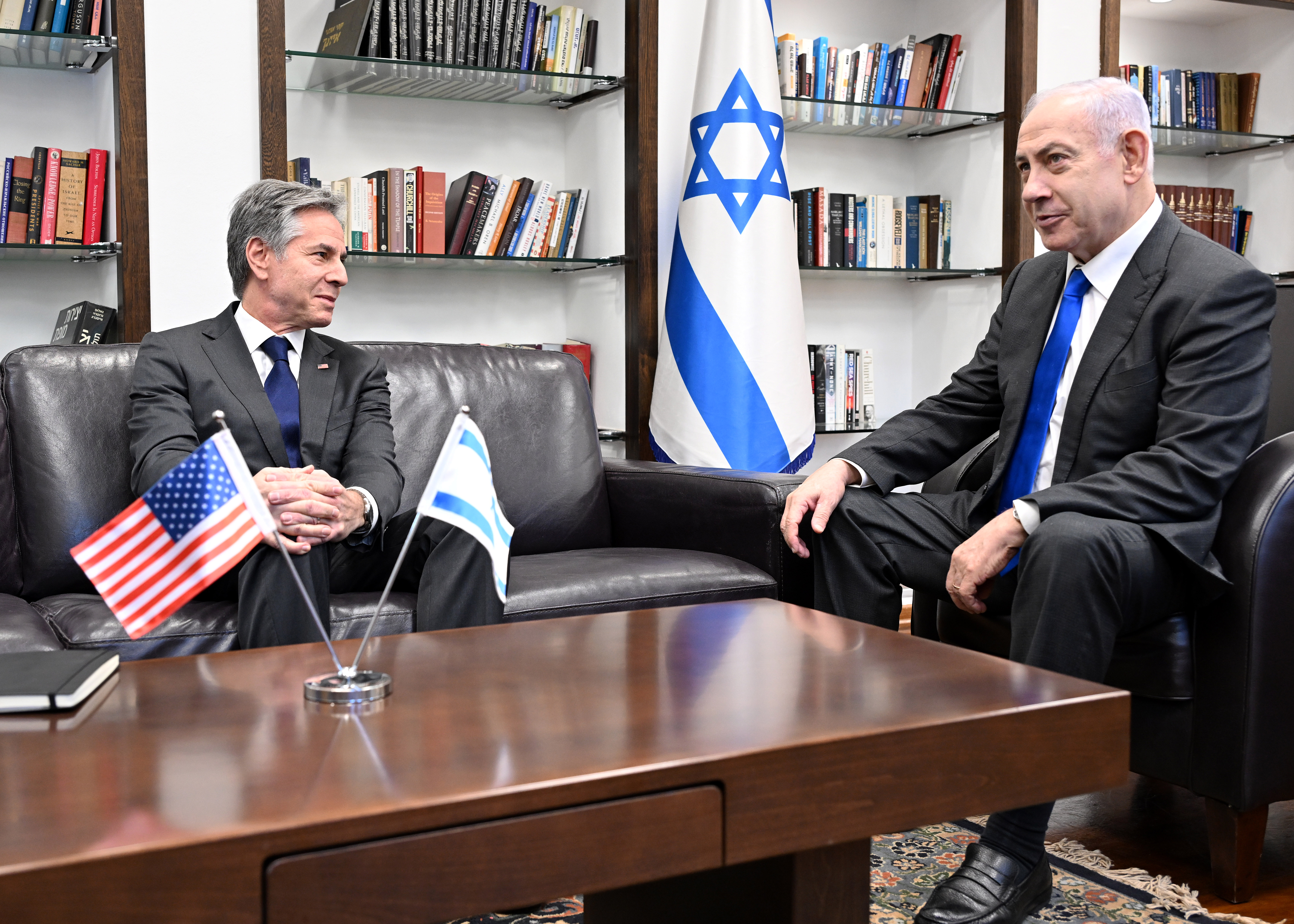
Netanjahu a americký ministr zahraničí Antony Blinken 22. března 2024

Poté, co stanul v čele Izraele po volbách do Knesetu 1. listopadu 2022, se Netanjahu snažil omezit pravomoci izraelského Nejvyššího soudu, který má jako jediná instituce v Izraeli dostatečnou moc kontrolovat jednání izraelské vlády. Podle zastánců reformy v Izraeli mají soudy příliš široké pravomoci. Kritici poukazovali, že by reforma měla negativní dopady na dělbu moci, úřad generálního prokurátora, hospodářství, veřejné zdraví, ženy a menšiny, práva zaměstnanců, vědecký výzkum, sílu izraelské demokracie a zahraniční vztahy. Po týdnech protestů, k nimž se přidala řada armádních rezervistů, vystoupil 25. března ministr obrany Jo'av Galant proti reformě a vyzval k zastavení legislativního procesu „v zájmu bezpečnosti Izraele“. Následující den Netanjahu oznámil svůj záměr odvolat Galanta z funkce, což vyvolalo další protesty. Kvůli neutuchajícím protestům Netanjahu souhlasil s odložením reformy o měsíc. Počátkem roku 2024 nejvyšší soud zrušil klíčovou část kontroverzní justiční reformy. Verdikt se týkal zákona schváleného v červenci 2023, který soudcům brání zrušit vládní rozhodnutí. Soud své rozhodnutí zdůvodnil tím, že nový zákon představuje „závažnou a bezprecedentní újmu pro základní charakteristiky státu Izrael jako demokratické země“.
V únoru 2023 schválila vláda legalizaci devíti outpostů na Západním břehu Jordánu, který je mezinárodním společenstvím považován za součást vznikajícího státu Palestina. Kontrolu nad výstavbou převzal ministr financí Becal'el Smotrič. Izraelské mírové skupiny tento krok odsoudily jako de iure anexi okupovaných území. V březnu vláda zrušila zákon z roku 2005, podle kterého byly v rámci izraelského stažení z Pásma Gazy zrušeny čtyři osady, Chomeš, Sa-Nur, Ganim a Kadim. V červnu 2023 vláda zkrátila proces schvalování výstavby osad, čímž změnila systém fungující posledních 27 let. V prvních šesti měsících se v osadách postavilo 13 000 bytových jednotek, což je téměř třikrát více než za rok 2022.
V rámci ruské invaze na Ukrajinu Izrael odmítl podpořit Ukrajinu dodávkami zbraní. V červnu 2023 Netanjahu prohlásil: „Obáváme se, že systémy, které bychom poskytli Ukrajině, by se mohly dostat do íránských rukou a mohly by být zpětně zkonstruovány“.
Dne 9. října 2023 se mělo uskutečnit společné jednání vlád Česka a Izraele a Netanjahu se při té příležitosti měl setkat s českým premiérem Petrem Fialou. Kvůli útoku Hamásu na Izrael dne 7. října 2023 bylo společné jednání v Praze zrušeno. Po útocích Hamásu Netanjahu pohrozil, že promění Pásmo Gazy v trosky a vyzval Palestince k opuštění města Gazy, které nazval „městem zla“. Podlě některých analytiků nese za situaci zodpovědnost Netanjahu a jeho vládní politika. Netanjahu nařídil v reakci na útoky Hamásu letecké údery a zavedení totální blokády Pásma Gazy. Poté, co vůdce opozice Ja'ir Lapid vyzval Netanjahua, aby odložil „naše rozpory a vytvořil mimořádnou, úzkou a profesionální vládu“, Netanjahu vyzval opoziční strany Ješ atid a Státní tábor, aby vstoupily do válečné vlády.

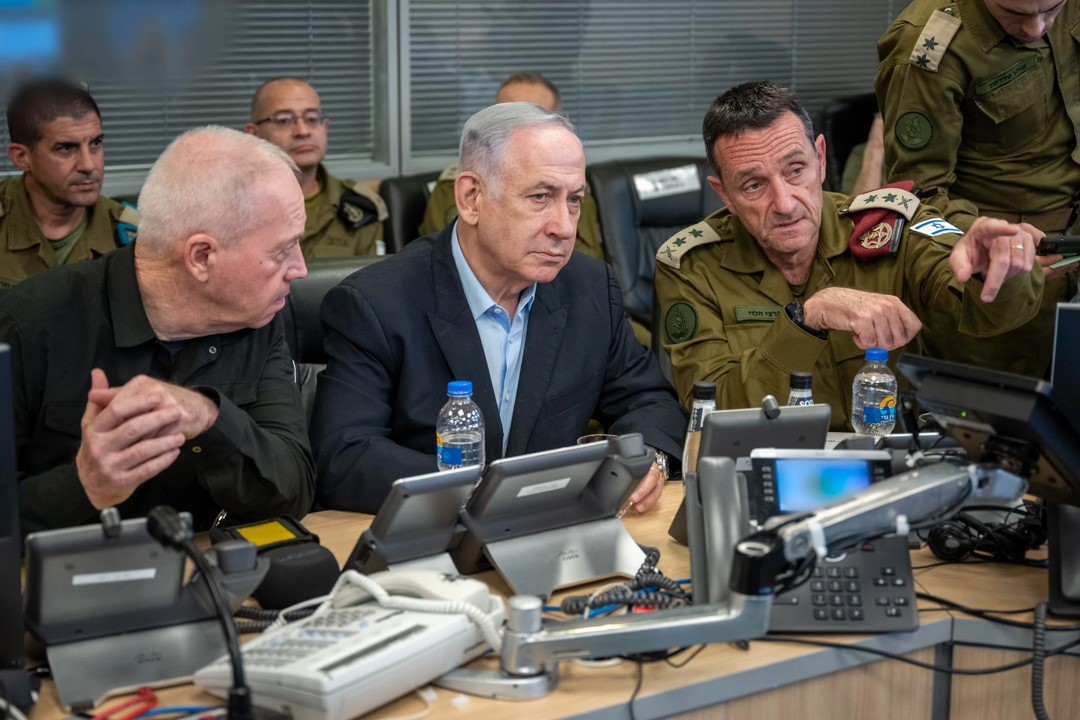
Netanjahu, ministr obrany Jo'av Galant a náčelník Generálního štábu izraelské armády Herci Halevi v červenci 2024

Vláda byla kritizována za neschopnost předvídat útok a lidé žádali o její rezignaci. Průzkum z roku 2023 ukázal, že 56 % Izraelců se domnívá, že Netanjahu musí po válce odstoupit. Dne 28. října byl Netanjahu obviněn z používání „nebezpečné rétoriky“, když přirovnal Hamás k Amálekovi a prohlásil: „Musíte si pamatovat, co vám Amálek udělal, říká naše svatá Bible. A my si to pamatujeme.“ O den později Netanjahu obvinil z útoku šéfy izraelských tajných služeb; příspěvek byl kvůli kritice smazán.
Dne 11. listopadu odmítl výzvy k příměří a varoval, že Izrael se „v případě potřeby postaví pevně proti světu“. Uvedl, že Izraelské obranné síly zůstanou v Pásmu Gazy „tak dlouho, jak bude nutné“, a Izrael zabrání Palestinské autonomii v návratu do Pásma Gazy. Turecký prezident Recep Tayyip Erdoğan označil Izrael za „teroristický stát“ a Netanjahua nazval válečným zločincem. Netanjahu označil obvinění, že Izrael porušuje mezinárodní právo, za „nesmysl“ a palestinské civilní oběti za „nešťastné vedlejší škody“. Dne 5. prosince 2023 čelil kritice během setkání s propuštěnými izraelskými rukojmími, když ho jeden z nich obvinil, že staví politiku „nad návrat unesených“. V prosinci 2023 Netanjahu řekl, že Izrael bude podporovat „dobrovolnou migraci“ Palestinců z Gazy. V lednu 2024 prohlásil, že odmítá vznik palestinského státu, a po skončení války zůstanou všechna palestinská území pod izraelskou okupací.
Izraelská média v dubnu 2024 zveřejnila informaci, že vlády Spojených států a Izraele spolupracovaly ve snaze zabránit Mezinárodnímu trestnímu soudu v Haagu (ICC), který stíhá jednotlivce za zločiny proti lidskosti, genocidu a válečné zločiny, aby vydal zatykač na Netanjahua a další členy izraelské vlády kvůli počínání izraelské armády během války Izraele s Hamásem na území Pásma Gazy. Netanjahu prohlásil, že izraelská vláda bude zatykač ignorovat.
Dne 20. května 2024 oznámil vrchní žalobce Mezinárodního trestního soudu Karim Khan svůj záměr požádat o vydání zatykačů na premiéra Izraele Benjamina Netanjahua a ministra obrany Jo'ava Galanta, které podezřívá z válečných zločinů a zločinů proti lidskosti, mimo jiné z využívání hladovění civilistů jako způsobu vedení války a z cílených útoků na civilisty. Dne 21. listopadu 2024 Mezinárodní trestní soud rozhodl o vydání zatykačů na Benjamina Netanjahua a v té době čerstvě odvolaného ministra obrany Jo'ava Galanta. Soud tím také odmítl podané námitky Izraele a jeho spojeneckých zemí.

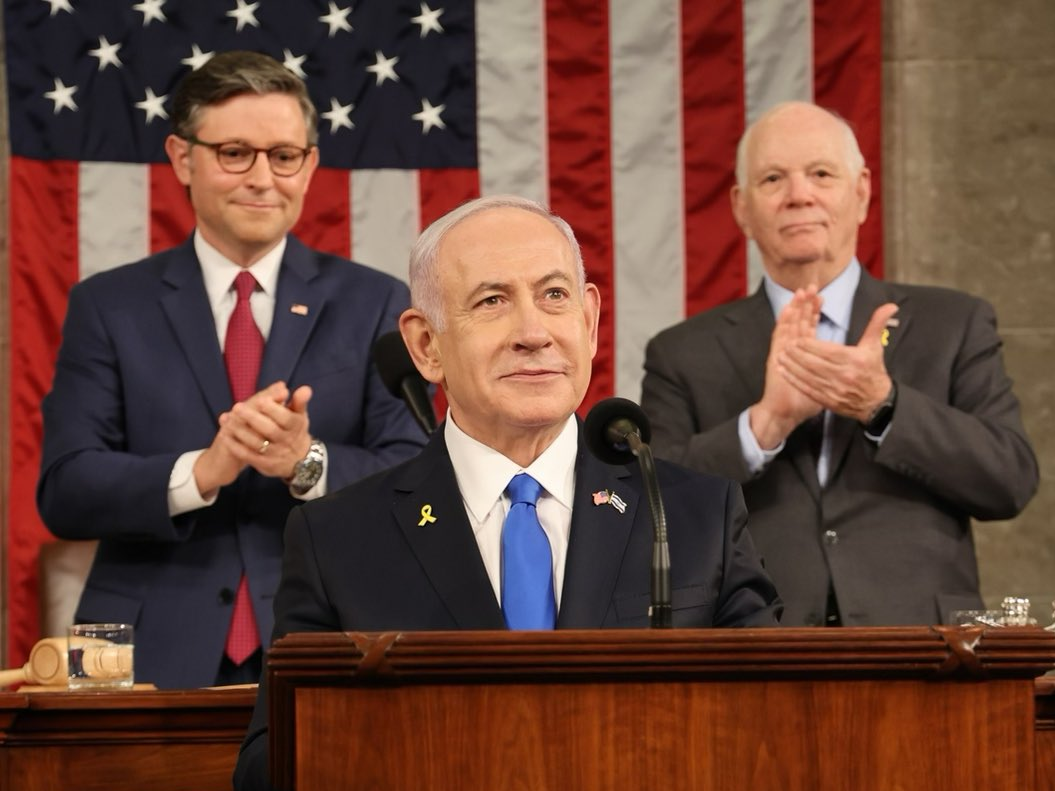
Vystoupení Netanjahua před americkým Kongresem 24. července 2024

Dne 24. července, v době rozsáhlých protestů, Netanjahu vystoupil na společném zasedání Kongresu Spojených států, aby požádal o vojenskou podporu. Protestující označil za „užitečné idioty“ a slíbil „totální vítězství“ v Pásmu Gazy. Téhož dne se setkal s bývalým prezidentem USA Donaldem Trumpem. Netanjahu se setkal také s americkým prezidentem Joe Bidenem a viceprezidentkou Kamalu Harrisovou.
Český ministr zahraničí Jan Lipavský ujistil izraelskou vládu v listopadu 2024 při setkání s izraelským ministrem zahraničí Sa'arem, že navzdory mezinárodnímu zatykači na Benjamina Netanjahua kvůli obvinění ze spáchání válečných zločinů v Gaze „Česko dál stojí pevně za Izraelem, který je a vždy zůstane naším nejdůležitějším strategickým partnerem.“ Dne 26. února 2025 se Lipavský setkal s Netanjahuem v Jeruzalémě.
V lednu 2025 Netanjahu souhlasil s třífázovým příměřím, které bylo navrženo vyjednavači ze Spojených států, Egypta a Kataru a přijato Hamásem už 5. května 2024.
Po propuštění části rukojmích během první fáze příměří Izrael počátkem března 2025 obnovil blokádu Pásma Gazy a namísto pokračování v druhé fázi příměří podle původní dohody, kdy mělo dojít ke stažení zbývajících izraelských vojáků z Gazy a k propuštění všech zbylých izraelských rukojmích, Netanjahu navrhl nový plán, ve kterém by Hamas propustil všechny izraelské zajatce výměnou za prodloužení příměří o 50 dní, aniž by se Izrael zavázal, že stáhne své vojáky a ukončí vojenské operace v Gaze. Hamás odmítl tento nový návrh, který se lišil od podmínek dohodnutých v lednu 2025, které počítaly s úplným stažením izraelské armády z Gazy, s ukončením blokády Gazy a s trvalým příměřím výměnou za propušění všech rukojmích a za souhlas Hamásu, že nebude obnovovat svůj vojenský arzenál.
V noci 18. března 2025 Netanjahu obnovil izraelské útoky na pásmo Gazy, čímž porušil a fakticky ukončil příměří, které v lednu 2025 uzavřel s Hamásem.

#### Plán na uspořádání po válce v Pásmu Gazy

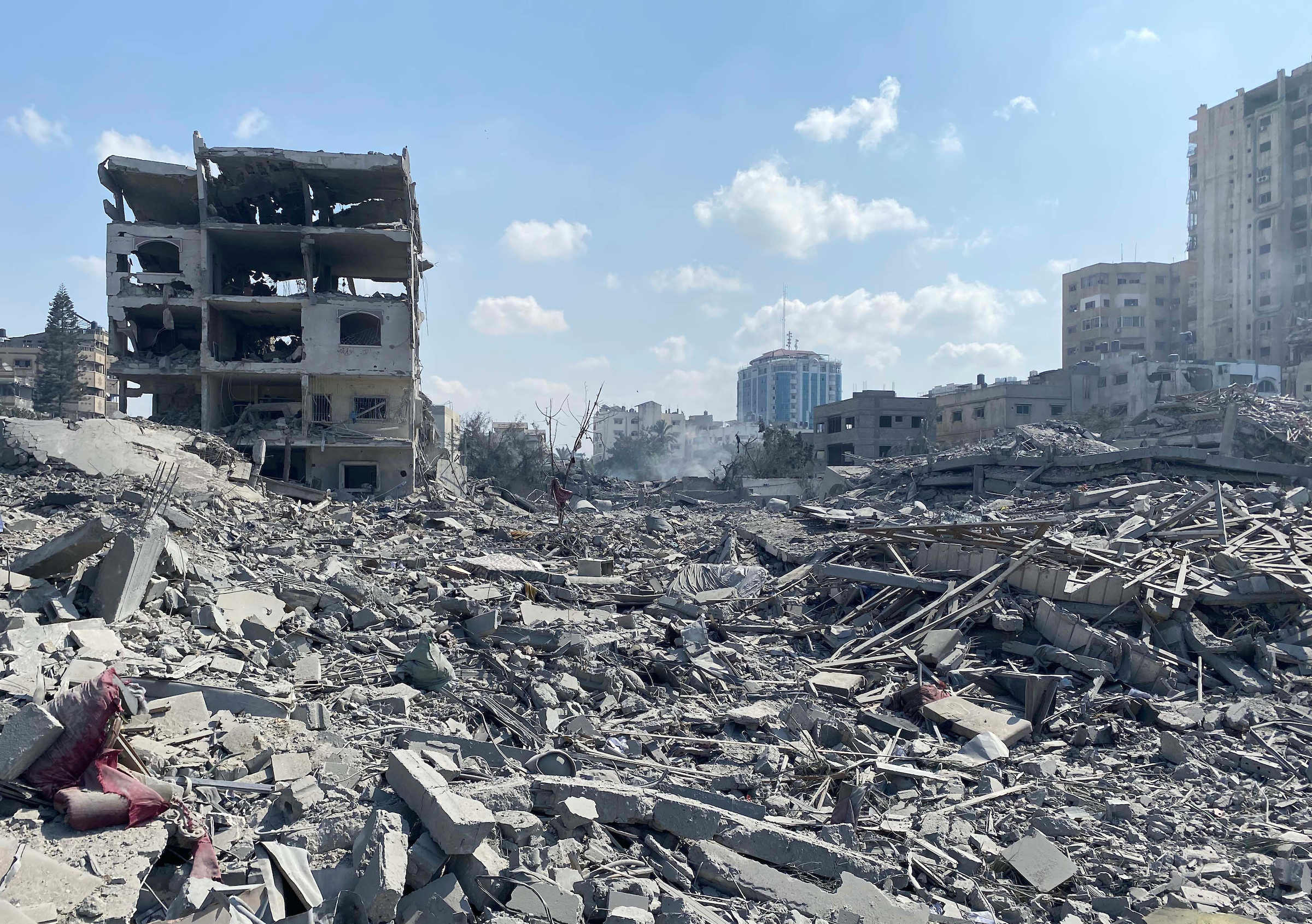
Oblast El-Remal v městě Gaza po izraelském náletu z 9. října 2023

V únoru 2024 informoval server The Times of Israel o Netanjahuově plánu, podle kterého by si Izrael udržoval bezpečnostní kontrolu nad veškerým územím západně od řeky Jordán, tedy včetně okupovaného Západního břehu a Pásma Gazy. V pásmu Gazy by měla vzniknout jakási civilní samospráva prostřednictvím nespecifikovaných "nezávislých palestinských zástupců". Silnou skepsi vůči plánu vyjádřili analytici, neboť je pravděpodobné, že lídři palestinské komunity, kteří by otevřeně a jednostranně spolupracovat s Izraelem by rychle ztratili legitimitu a jejich životy by mohly být ohroženy. Návrh jednoznačně odmítli jako de facto novou okupaci Gazy zástupci palestinské autonomie. Ohledně poválečného uspořádání pásma Gázy bylo vyřčeno mnoho názorů a teorií.

#### Kauzy
Již koncem roku 2023 bylo médii zjištěno, že Netanjahu umožňoval přes izraelské území proudění katarských peněz určených pro vládu v Pásmu Gazy, tj. pro Hamás (hotovosti určené na financování chodu vlády a na zdravotnictví). Podle novinářských zdrojů šlo o součást jeho taktiky „rozděl a panuj“. Od té si sliboval, že pokud bude v Pásmu Gazy vládnout Hamás a na Západním břehu Jordánu Palestinská autonomie v čele s Fatahem, budou Palestinci rozděleni a oslabí to jejich úsilí o uznání jejich státu. Podle izraelských médií měl Netanjahu tuto taktiku uplatňovat nejméně od roku 2014, kdy po tehdejší válce odmítl plán Saúdské Arábie na odstavení Hamásu od moci v Pásmu Gazy a obnovu pásma ze saúdských finančních zdrojů. Netanjahu naopak podpořil katarskou nabídku měsíčních převozů peněz pro vládu v Pásmu Gazy, i přesto, že před tímto postupem premiéra opakovaně varoval například Mosad.
Izraelská policie v listopadu 2024 obvinila Cachiho Bravermana, šéfa kabinetu premiéra Benjamina Netanjahua, že se snažil upravit záznamy o aktivitách předsedy vlády ze 7. října 2023, kdy hnutí Hamás zaútočilo na Izrael. Zprávu o údajném vydírání vojáka, jehož měl Braverman nutit k úpravě zápisků z jedné z válečných porad, zveřejnil veřejnoprávní kanál Kan. Existuje také podezření, že premiérovi podřízení použili kompromitující videozáznam jednoho z vojenských důstojníků k tomu, aby upravil záznamy z noci ze 6. na 7. října 2023. Sám Braverman pak vše popřel a po televizi žádal omluvu, stažení článku a odškodné. Později ještě premiérova kancelář hrozila trestním stíháním, pokud televize nepropustí reportéra, který článek napsal. Kvůli účasti na skandálu byl však už koncem října zatčen Netanjahuův mluvčí Eli Feldstein. Cachi Braverman se už v minulosti přiznal k ilegální skartaci dokumentů v premiérově úřadu, několik týdnů po teroristickém útoku ze 7. října pak zabavil utajované dokumenty popisující události měsíce před válkou.
Dne 10. února 2025 izraelská televizní stanice Channel 12 přinesla reportáž o tzv. katarské kauze, ve které uvedla, že Netanjahuovi nejbližší poradci Jisra'el Einhorn, Ofer Golan, Jonatan Urich a Eli Feldstein byli zaměstnáni katarskou vládou. Eli Feldstein byl přitom již v té době zatčený v případu nezákonné manipulace s utajovanými informacemi ohledně války Izraele s Hamásem. Jejich úkolem bylo prosadit zájmy Kataru v nejvyšších politických a bezpečnostních kruzích, včetně postupného podsunutí lepšího obrazu o zemi. Feldstein se snažil zlepšovat pověst Kataru i prostřednictvím médií. V některých případech byl ale odmítnut. Opoziční strany poté veřejně požádaly o zahájení vyšetřování. Pokud by se podezření potvrdila, mohlo by dle nich jít o vážné ohrožení národní bezpečnosti a případně velezradu. Dne 27. února generální prokurátorka Gali Baharav-Miara nařídila bezpečnostní službě Šin bet a policii, aby zahájily vyšetřování této kauzy. V reakci Netanjahu nechal v březnu 2025 odvolat šéfa bezpečnostní služby Šin bet Ronena Bara. Oznámil také záměr odvolání generální prokurátorky Gali Baharav-Miara. Ronen Bar při svém výslechu uvedl, že Netanjahu po něm požadoval sledování izraelských demonstrantů tajnou službou, narušení soudního procesu v jeho korupční kauze či závazek osobní loajality. Poté, co to Bar odmítl, byl odvolán.
V červnu 2025 izraelská média informovala o tom, že Netanjahu tajně schválil vyzbrojení palestinského klanu Šabáb lehkými palnými zbraněmi. Klan, který vytvořil milici (podle jiných zdrojů kriminální gang), má být konkurenční k Hamásu. Podle některých zdrojů se klan hlásí k salafíji a byl spojován s přepady humanitární pomoci. Za tento krok byl Netanjahu kritizován, jelikož potenciálně vytvářel budoucího ozbrojeného nepřítele, přičemž bylo připomínáno, že dříve obdobně podporoval financování Hamásu v Pásmu Gazy.

## Vyšetřování pro podezření z korupce

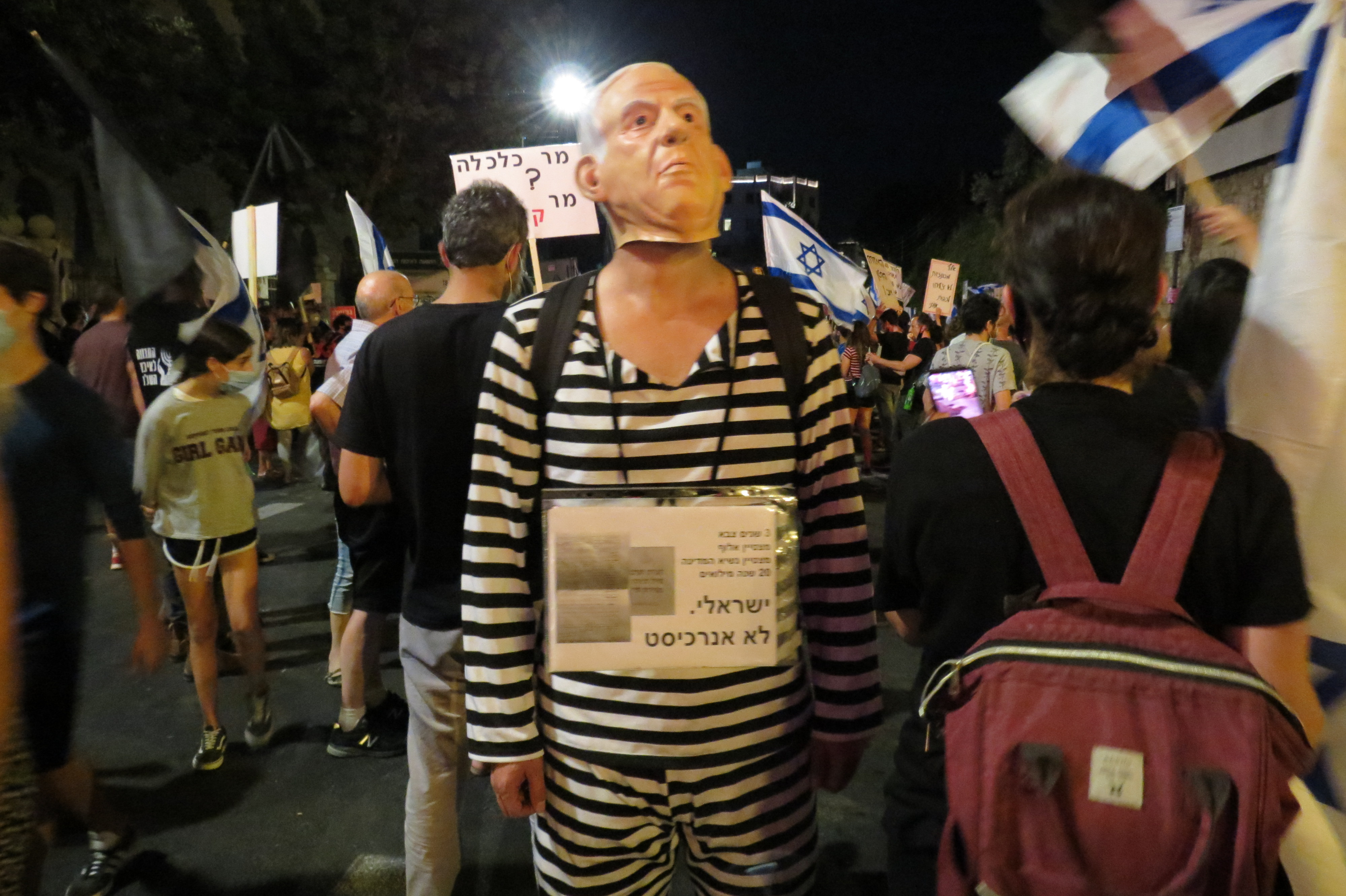
Demonstrace před Netanjahuovou rezidencí v Jeruzalémě, 30. července 2020

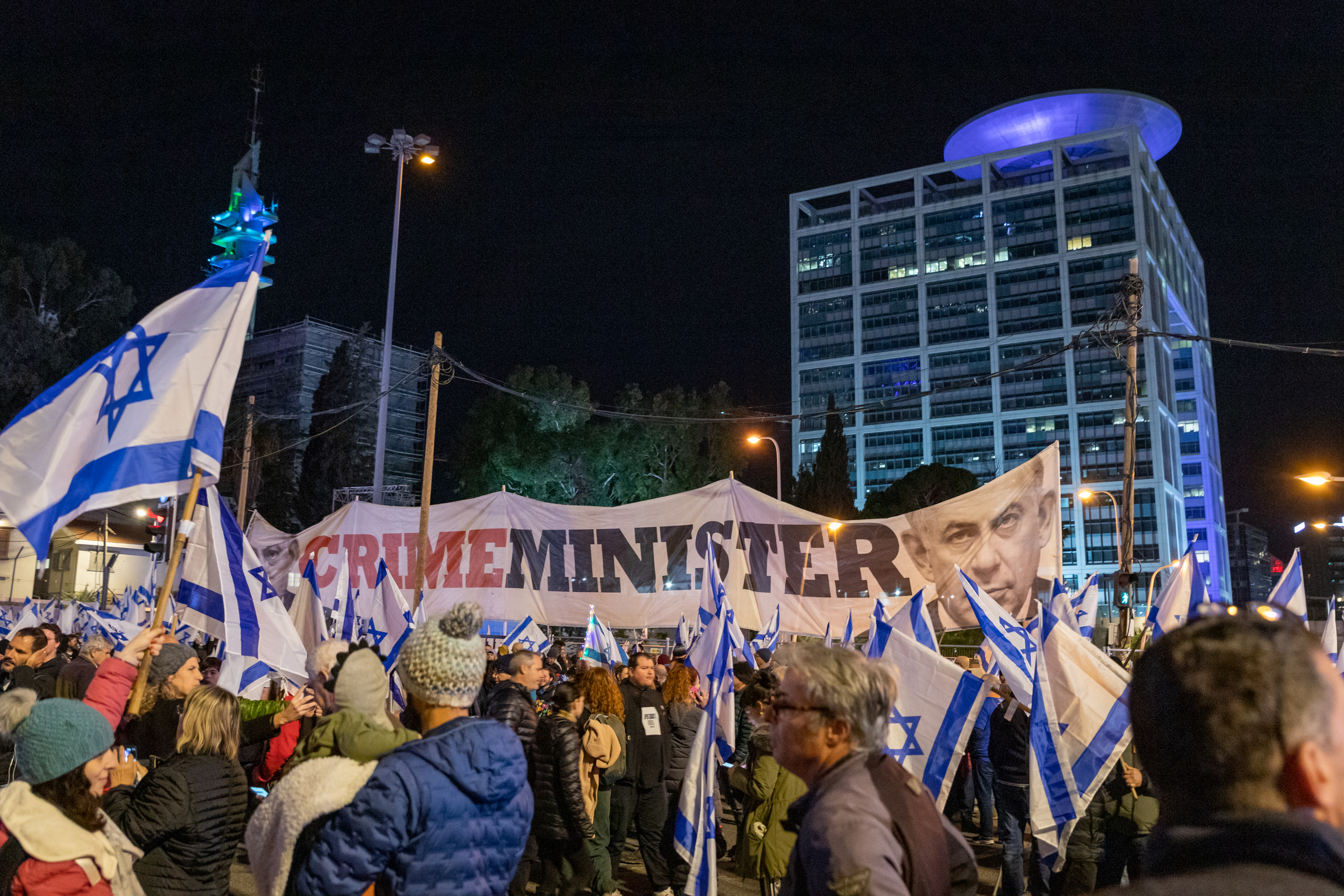
Demonstranti v Tel Avivu připomínají Netanjahuovy korupční skandály, 11. února 2023

Benjamin Netanjahu i jeho třetí žena Sára byli v průběhu politikovy kariéry několikrát obviněni z korupce a majetkové trestné činnosti:
- Krátce po Netanjahově prvním funkčním období byli spolu se svou ženou Sárou vyšetřováni policií za usurpování oficiálních darů, jež podle policie měly patřit státu. Vyšetřování skončilo doporučením, aby oba čelili trestnímu stíhání. Obvinění ale byla později stažena.[209]
- V červenci 2015 byl Benjamin i Sára obviněni z toho, že účtovali státu služby jisté firmy, určené specificky pro jejich soukromí. I tato obvinění byla později stažena.[209]
- V březnu 2017 byl policií vyslechnut v rámci vyšetřování dvou trestních kauz pro podezření přijímání drahých darů a z korumpování médií, ale on jakékoli pochybení popírá. Údajně se snažil přimět majitele deníku Jediot Achronot, aby o něm noviny psaly pozitivně, za což měl nabídnout snížení nákladu konkurenčního deníku Israel Hajom. Klíčovou osobou kauz je Netanjahův spolupracovník Ari Harow, který v roce 2014 musel odstoupit kvůli podezření z korupce z funkce kancléře Netanjahuovy vlády.[210] V únoru 2018 izraelská policie doporučila prokuratuře Netanjahua obžalovat z korupce.[211]
- V únoru 2018 byl Netanjahu znovu vyšetřován v souvislosti s potenciálním korupcí typu quid pro quo. Policie navrhla, aby byl Netanjahu ve dvou případech obviněn z úplatkářství a zpronevěry. Podle obvinění měl Netanjahu požádat izraelského vydavatele periodika Yediot Aharonot, Arnona Mozese, o to, aby o něm v jeho novinách psali v dobrém světle, výměnou za to, že mu pomůže proti konkurenčním novinám. Mozes má být obviněn spolu s Netanjahuem. Podle druhého obvinění z února 2018 měl Netanjahu přijmout úplatky a dary v hodnotě kolem milionu šekelů (283 tisíc dolarů) od hollywoodského mogula Arnona Milchana a dalších jeho podrporovatelů výměnou za to, že Milchanovi opatří americké vizum. Stejně jako u předchozího obvinění Milchan má čelit obvinění spolu s Netanjahuem.[209]
- V březnu 2018 byl Benjamin Netanyahu vyslýchán policií jako podezřelý v souvislosti s vyšetřováním korupce. Vyslýván byl též Šaul Elovič, který vlastní skupinu Eurocom Group, jež vlastní izraelský telekomunikační gigant Bezeq, pod který spadá i vlivný elektronický zpravodajský portál Walla. Podle tohoto případu si měl Netanjahu vyžádat od Eloviče pozitivní zpravodajství o něm a jeho ženě na stránkách Wally, výměnou za velké daňové úlevy pro Bezeq. Celková částka úniků se pohybuje ve stovkách milionů dolarů, podle jednoho ze žalobců půl miliardy dolarů.[212]
- V přibližně stejnou dobu byla Sára Netanjahuová vyslýchána v jiném případu, podle kterého měla zpronevěřit 100 000 dolarů ze státních prostředků, určených pro vedení premiérova úřadu, za luxusní věci a jídlo pro osobní potřebu.[213]
- Na přelomu února a března 2019 izraelský generální prokurátor Avihaj Mandelblit uvedl, že jeho úřad Netanjahua po dvouletém vyšetřování hodlá obvinit z několika trestných činů – porušení důvěry a korupce. Před tímto rozhodnutím však budou mít přípravné slyšení. Tato zpráva přišla šest týdnů před izraelskými volbami. Netanjahu zprávu o obvinění označil za skandální a bezprecedentní hon na čarodějnice.[214]Během let jsem byl předmětem nejméně 15 různých vyšetřování. Některé skončily hřmotnými doporučeními policie [prokuratuře o obžalování](…). Všechny tyto pokusy vyústily do ničeho a stejně tak i tentokrát vyústí v nic.

Benjamin Netanjahu v televizním prohlášení k jeho obvinění z korupce z února 2018
- Na konci listopadu 2019 generální prokurátor formálně obvinil Benjamina Netanjahua z korupce, podplácení a zneužití důvěry ve třech případech, které řešila policie od prosince 2018 – tzv. případ 4000, případ 2000 a případ 1000. V případu 4000 mělo jít o korupci ve výši stovek milionů dolarů (uzavření vzájemně výhodné dohody s mediálním magnátem Šaulem Elovičem, jehož média měla vlivem Netanjahua získat regulační benefity výměnou za přívětivé psaní o něm). Případ 2000 taktéž vyšetřuje podplácení a zneužití důvěry ve formě autocenzury o Netanjahuovi v deníku Jediot Achronot výměnou za restrikce proti jeho konkurentům. Případu 1000 se týká quid pro quo a zneužití důvěry v podobě darů, jež měl premiér získávat od zahraničních byznysmanů – příliš hodnotných pro veřejného činitele. Netanjahu se bude muset vzdát vedení ministerstev která řídí – zdravotnictví a sociálních věcí.[215]

- Koncem roku 2024 začal soud s Netanjahuem. Ten byl obviněný z podvodu, porušení důvěry a přijetí úplatku ve třech různých kauzách. Bylo to poprvé, co úřadující izraelský premiér stanul před soudem jako obžalovaný z trestného činu a Netanjahu se opakovaně snažil řízení odložit s odvoláním na probíhající válku v Gaze a bezpečnostní obavy. Soudní proces, který začal v roce 2020, se týká tří samostatných případů, v nichž si Netanjahu podle žalobců vyměňoval protislužby s mediálními titány, aby mu byla média nakloněná a prosazoval osobní zájmy hollywoodského miliardáře výměnou za bohaté dary. Verdikt se však očekával až v roce 2026.[216]

- Nejvyšší státní zástupkyně Gali Baharavová-Miaraová v prosinci 2024 nařídila policii, aby zahájila vyšetřování manželky premiéra Benjamina Netanjahua pro podezření z obtěžování politických oponentů a svědků v procesu s jejím mužem. Izraelské ministerstvo spravedlnosti vyšetřování Sary Netanjahuové oznámilo s tím, že se zaměří na nálezy investigativního televizního pořadu Uvda. Pořad se totiž dostal ke zprávám z komunikační aplikace WhatsApp, v nichž Netanjahuová dává instrukce svému bývalému poradci, aby organizoval protesty proti politickým oponentům a zastrašoval Hadas Kleinovou, klíčovou svědkyni v procesu proti Netanjahuovi. Sám Netanjahu reportáž kritizoval a označil ji za lži.[217] Krajně pravicový ministr Amichaj Elijahu (Ocma Jehudit) následně pronesl, že pro bezpečnost Izraele je nejnutnější podmínkou odstranění nejvyšší státní zástupkyně Gali Baharavové-Miaraové.[218]

## Soukromý život
Velmi ovlivněn smrtí nejstaršího bratra Joniho (padl jako velitel operace Entebbe, při které došlo k osvobození izraelských rukojmí letu společnosti Air France v Ugandě) inicioval uspořádání dvou mezinárodních konferencí o boji proti mezinárodnímu terorismu, které se konaly roku 1979 v Jeruzalémě a 1984 ve Washingtonu. Napsal rovněž několik knih, včetně dvou o terorismu. Netanjahův mladší bratr Ido je rentgenolog a spisovatel. Všichni tři bratři sloužili u Sajeret Matkal.
Byl třikrát ženatý a má tři děti. S první ženou Miriam Weizmanovou, se kterou má dceru Nou, se seznámil při práci v Bostonu. Jeho druhou ženou, se kterou se oženil v roce 1982, byla Fleur Cates, která konvertovala k judaismu (měla pouze židovského otce). Od roku 1991 žije se svou třetí ženou, psycholožkou Sárou, rozenou Ben-Arci, se kterou má syny Ja'ira a Avnera.

## Knihy a články
Knihy:
- A Durable Peace: Israel and Its Place Among the Nations (Warner Books, 2000) ISBN 0-446-52306-2
- Fighting Terrorism: How Democracies Can Defeat Domestic And International Terrorism (Diane Pub Co, 1995) ISBN 0-7881-5514-8
- A Place Among the Nations (Bantam, 1993) ISBN 0-553-08974-9
- Terrorism: How the West Can Win (Farrar Straus & Giroux, 1986) ISBN 0-374-27342-1

Články:
- On Terrorism